# 进步党团
进步党团（西班牙語：Grupo Progresista）是南方共同市场议会的一个左翼党团。该党团成立于2009年11月30日，创始成员有阿根廷的胜利阵线、巴西的劳工党和巴西共产党、巴拉圭的瓜苏阵线、委内瑞拉的西蒙·玻利瓦尔大爱国极点和乌拉圭的广泛阵线。该党团的意识形态是进步主义、社会主义、21世纪社会主义、拉丁美洲主义、反帝国主义。该党团的发言人是阿根廷人Jorge Taiana，协调员是乌拉圭人Roberto Conde。该党团的成员大部分也是圣保罗论坛的成员。